# Matthew McConaughey

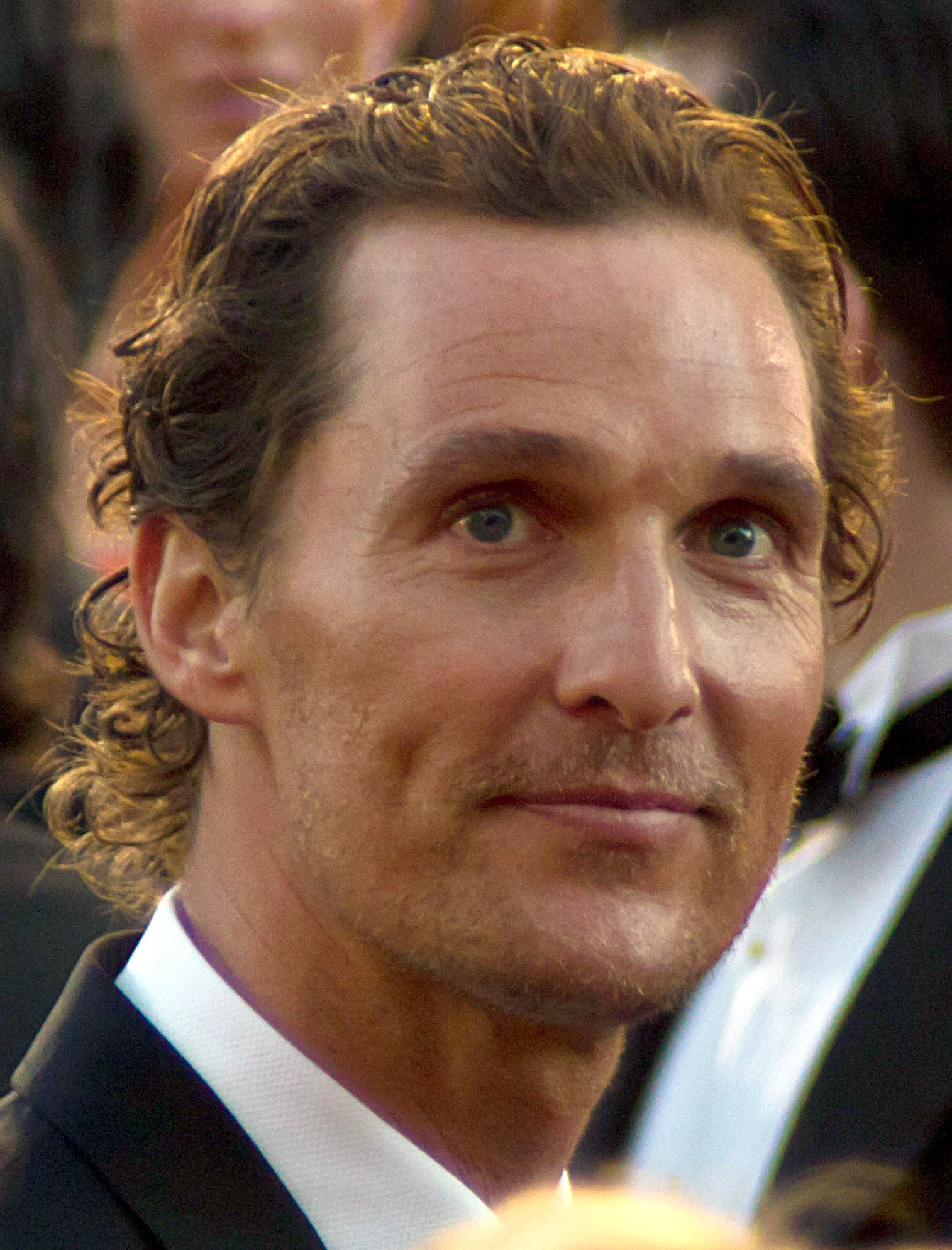
Matthew på Oscarsgalan 2011.

Matthew David McConaughey, född 4 november 1969 i Uvalde i Texas, är en amerikansk skådespelare och producent. 
På 2000-talet blev McConaughey mest känd för att ha medverkat i romantiska komedier, inklusive Bröllopsfixaren (2001), Hur man blir av med en kille på 10 dagar (2003), Hemma bäst (2006), Fool's Gold (2008) och Flickvänner från förr (2009), som etablerar honom som en sexsymbol. 
Vid Oscarsgalan 2014 prisades McConaughey i kategorin Bästa manliga huvudroll för sin insats i Dallas Buyers Club.

## Privatliv
År 2012 gifte sig McConaughey med fotomodellen Camila Alves. Tillsammans har de två söner och en dotter.
I mars 2021 bekräftade McConaughey att han övervägde att kandidera till guvernör i Texas 2022. Drygt två veckor före ansökningstiden meddelade han emellertid att han inte skulle kandidera.

## Filmografi

### Filmer
| ÅR   | Titel                                          | Roll                  | Noter |
| ---- | ---------------------------------------------- | --------------------- | --- |
| 1993 | My Boyfriend's Back                            | Kille #2              | |
| 1993 | Dazed and Confused                             | David Wooderson       | |
| 1994 | Angels                                         | Ben Williams          | |
| 1994 | Texas Chainsaw Massacre: The Next Generation   | Vilmer Slaughter      | |
| 1995 | Med eller utan killar                          | Abe Lincoln           | |
| 1995 | Glory Daze                                     | Rental Truck Guy      | |
| 1996 | Juryn – A Time To Kill                         | Jake Tyler Brigance   | MTV Movie Award for Best Breakthrough Performance Nominerad—Chicago Film Critics Association Award for Most Promising Actor |
| 1996 | Lone Star                                      | Buddy Deeds           | |
| 1996 | Larger than Life                               | Tip Tucker            | |
| 1997 | Amistad                                        | Roger Sherman Baldwin | |
| 1997 | Kontakt                                        | Palmer Joss           | |
| 1998 | Making Sandwiches                              | Bud Hoagie            | Kortfilm; även producent |
| 1998 | The Newton Boys                                | Willis Newton         | |
| 1999 | EDtv                                           | Ed "Eddie" Pekurny    | |
| 2000 | U-571                                          | Lt. Andrew Tyler      | |
| 2001 | Bröllopsfixaren                                | Steve "Eddie" Edison  | |
| 2002 | Drakarnas rike                                 | Denton Van Zan        | |
| 2002 | Thirteen Conversations About One Thing         | Troy                  | Florida Film Critics Circle Award for Best Cast |
| 2002 | Frailty                                        | Fenton/Adam Meiks     | |
| 2003 | Tiptoes                                        | Steven Bedalia        | |
| 2003 | Hur man blir av med en kille på tio dagar      | Benjamin Barry        | |
| 2005 | Two for the Money                              | Brandon Lang          | |
| 2005 | Sahara                                         | Dirk Pitt             | Även exekutiv producent |
| 2005 | Magnificent Desolation: Walking on the Moon 3D | Al Bean (röst)        | Dokumentär |
| 2006 | We Are Marshall                                | Jack Lengyel          | |
| 2006 | Hemma bäst                                     | Tripp                 | |
| 2008 | Fool's Gold                                    | Ben "Finn" Finnegan   | |
| 2008 | Tropic Thunder                                 | Rick Peck             | |
| 2008 | Surfer, Dude                                   | Steve Addington       | Även producent |
| 2009 | Flickvänner från förr                          | Connor Mead           | |
| 2011 | The Lincoln Lawyer                             | Mickey Haller         | |
| 2011 | Bernie                                         | Danny Buck Davidson   | Austin Film Critics Association Special Honorary Award Central Ohio Film Critics Association Award for Actor of the Year National Society of Film Critics Award for Best Supporting Actor New York Film Critics Circle Award for Best Supporting Actor Nominerad—Gotham Award for Best Ensemble Cast |
| 2012 | Killer Joe                                     | Killer Joe Cooper     | Austin Film Critics Association Special Honorary Award Central Ohio Film Critics Association Award for Actor of the Year Saturn Award for Best Actor Nominated—Independent Spirit Award for Best Male Lead Nominerad—San Diego Film Critics Society Award for Best Supporting Actor |
| 2012 | The Paperboy                                   | Ward James            | Austin Film Critics Association Special Honorary Award Central Ohio Film Critics Association Award for Actor of the Year |
| 2012 | Mud                                            | Mud                   | Central Ohio Film Critics Association Award for Actor of the Year Oklahoma Film Critics Circle Award or Best Body of Work Nominerad—Detroit Film Critics Society Award for Best Supporting Actor Nominerad—Online Film Critics Society Award for Best Supporting Actor Nominerad—Phoenix Film Critics Society Award for Best Supporting Actor |
| 2012 | Magic Mike                                     | Dallas                | Austin Film Critics Association Special Honorary Award Central Ohio Film Critics Association Award for Actor of the Year Independent Spirit Award for Best Supporting Male National Society of Film Critics Award for Best Supporting Actor New York Film Critics Circle Award for Best Supporting Actor Nominerad—Broadcast Film Critics Association Award for Best Supporting Actor |
| 2013 | Dallas Buyers Club                             | Ron Woodroof          | Oscar för bästa manliga huvudroll Alliance of Women Film Journalists Award for Best Actor Broadcast Film Critics Association Award for Best Actor Central Ohio Film Critics Association Award for Actor of the Year Dallas–Fort Worth Film Critics Association Award for Best Actor Denver Film Critics Society Award for Best Actor Detroit Film Critics Society Award for Best Actor Dorian Award for Best Actor Palm Springs International Film Festival – Desert Palm Achievement Award Golden Globe Award för bästa manliga huvudroll - drama Gotham Independent Film Award for Best Actor Hollywood Film Festival Award for Actor of the Year Independent Spirit Award for Best Male Lead Las Vegas Film Critics Society Award for Best Actor Nevada Film Critics Society Award for Best Actor Oklahoma Film Critics Circle Award or Best Body of Work Phoenix Film Critics Society Award for Best Actor Rome Film Festival Award for Best Actor Satellite Award for Best Actor – Motion Picture Screen Actors Guild Award for Outstanding Performance by a Male Actor in a Leading Role Southeastern Film Critics Association Award for Best Actor (2:a plats) Toronto Film Critics Association Award for Best Actor (3:e plats) Nominerad—AACTA Award for Best Actor in a Leading Role Nominerad—Awards Circuit Community Award for Best Actor Nominerad—Central Ohio Film Critics Association Award for Best Actor Nominerad—Chicago Film Critics Association Award for Best Actor Nominerad—Georgia Film Critics Association Award for Best Actor Nominerad—Gold Derby Award for Best Actor Nominerad—Houston Film Critics Society Award for Best Actor NominNomineradated—Indiana Film Critics Association Award for Best Actor Nominerad—Irish Film & Television Award for Best Actor in a Lead Role in a Feature Film Nominerad—MTV Movie Award for Best Male Performance Nominerad—MTV Movie Award for Best On-Screen Transformation Nominerad—MTV Movie Award for Best On-Screen Duo Nominerad—North Carolina Film Critics Association Award for Best Actor Nominerad—Screen Actors Guild Award for Outstanding Performance by a Cast in a Motion Picture Nominerad—St. Louis Gateway Film Critics Association Award for Best Actor Nominerad—San Diego Film Critics Society Award for Best Actor Nominerad—San Francisco Film Critics Circle Award for Best Actor Nominerad—Vancouver Film Critics Circle Award for Best Actor Nominerad—Washington D.C. Area Film Critics Association Award for Best Actor |
| 2013 | The Wolf of Wall Street                        | Mark Hanna            | Central Ohio Film Critics Association Award for Actor of the Year Oklahoma Film Critics Circle Award or Best Body of Work |
| 2014 | Interstellar                                   | Cooper                | |
| 2015 | The Sea of Trees                               | Arthur Brennan        | |
| 2016 | The Free State of Jones                        | Newton Knight         | |
| 2016 | Kubo och de två strängarna                     | Beetle (röst)         | |
| 2016 | Gold                                           | Kenny Wells           | Även producent |
| 2016 | Sing                                           | Buster Moon (röst)    | |
| 2017 | The Dark Tower                                 | Randall Flagg         | |
| 2019 | Between Two Ferns: The Movie                   | Sig själv             | Cameo |
| 2019 | The Beach Bum                                  | Moondog               | |
| 2019 | Serenity                                       | Baker Dill            | |
| 2019 | The Gentlemen                                  | Mickey Pearson        | Även medproducent |
| 2021 | Sing 2                                         | Buster Moon (röst)    | |

### TV
| År        | Titel              | Roll                       | Noter                                      |
| --------- | ------------------ | -------------------------- | ------------------------------------------ |
| 1992      | Unsolved Mysteries | Larry Dickens              | Episod #5.12                               |
| 1999      | King of the Hill   | Rad Thidbodeaux            | Röstroll Episod: The Wedding of Bobby Hill |
| 2000      | Sex and the City   | Sig själv                  | Episod: Escape from New York               |
| 2010–2012 | Eastbound & Down   | Roy McDaniel / Texas Scout | 3 episoder                                 |
| 2014      | True Detective     | Rustin "Rust" Cohle        | 8 episoder Exekutiv producent              |
| 2023      | Agent Elvis        | Elvis Presley (röst)       | Huvudroll; även exekutiv producent         |